# 托尔梅利亚斯
托尔梅利亚斯，是西班牙卡斯蒂利亚-莱昂阿维拉省的一个市镇。总面积9平方公里，总人口105人（2001年），人口密度12人/平方公里。